# Acidente do Curtiss C-46 prefixo PP-VCF em 1957
O acidente do Curtiss C-46 prefixo PP-VCF em 1957 foi um acidente aéreo ocorrido em 7 de abril daquele ano, no aeroporto de Bagé, no Rio Grande do Sul. O acidente causou a morte de todos os quarenta ocupantes do avião.

## Aeronave
O Curtiss C-46 Commando foi desenvolvido entre 1937 e 1940 para ser uma aeronave de transporte de 24 a 34 passageiros. Durante a Segunda Guerra Mundial, foi largamente utilizado como transporte de tropas e material bélico, tendo sido produzidos mais de 3 mil exemplares. Após o fim da guerra, a maior parte foi vendida pelo governo dos Estados Unidos como material excedente de guerra para dezenas de empresas aéreas do mundo que o converteriam para transporte de passageiros e, sobretudo, carga. A Viação Aérea Rio Grandense (VARIG) adquiriu 22 aeronaves Curtiss C-46 que operariam entre 1948 e 1971. Nove aeronaves seriam repotencializadas, recebendo os motores Pratt & Whitney  R-2800-83 AM4 de 2100 hp (enquanto os motores originais ,Pratt & Whitney , R-2800-75, possuíam apenas 2000 hp) e seriam renomeadas Super 46C. A aeronave acidentada foi fabricada em 1944 e recebeu o número de série 30283. Ao chegar ao Brasil, a aeronave recebeu o prefixo PP-VCF.

## Acidente
O Curtiss C-46 faria a rota Livramento – Bagé - Porto Alegre. Composto por uma tripulação de 5 membros formada pelo piloto Fernando Silva Leandro, co-piloto Antônio Aniceto Silva Filho, radiotelegrafista Joésio Cruz e comissários Nicanor Ferreira e Dietrich Engl, transportava 35 passageiros. Após decolar do Aeroporto de Santana do Livramento às 8h00 min, chegou a Bagé. Por volta das 8h30 min decolou rumo a Porto Alegre. Três minutos após a decolagem ,a tripulação declarou emergência à torre do Aeroporto de Bagé, causada por fogo no motor esquerdo. Durante o retorno ao aeroporto de Bagé, a tripulação combateu o fogo utilizando os 4 extintores de emergência do motor. Durante a primeira tentativa de aterrissagem, a tripulação do Curtiss, foi informada que o trem de pouso não havia sido completamente baixado, o que colocaria em risco os tripulantes e passageiros por conta do risco de incêndio. Por conta desse problema o pouso seria abortado e uma nova tentativa seria executada, de forma que o incêndio parecia ter sido controlado e o pouso de emergência ocorreria apenas por precaução. .
Antes de executar a segunda tentativa, a aeronave perdeu a asa esquerda e caiu sobre a pista do aeroporto, explodindo logo em seguida. A queda e o incêndio posterior mataram todos os ocupantes da aeronave, apesar de todos os esforços das equipes de resgate em combater o incêndio. Liberato Salzano Vieira da Cunha era um dos passageiros do PP-VCF  e sua morte causou grande comoção no Rio Grande do Sul. Jornalista, político e diplomata, exercia o cargo de Secretário de Educação do Rio Grande do Sul até a data de sua morte. .

## Consequências

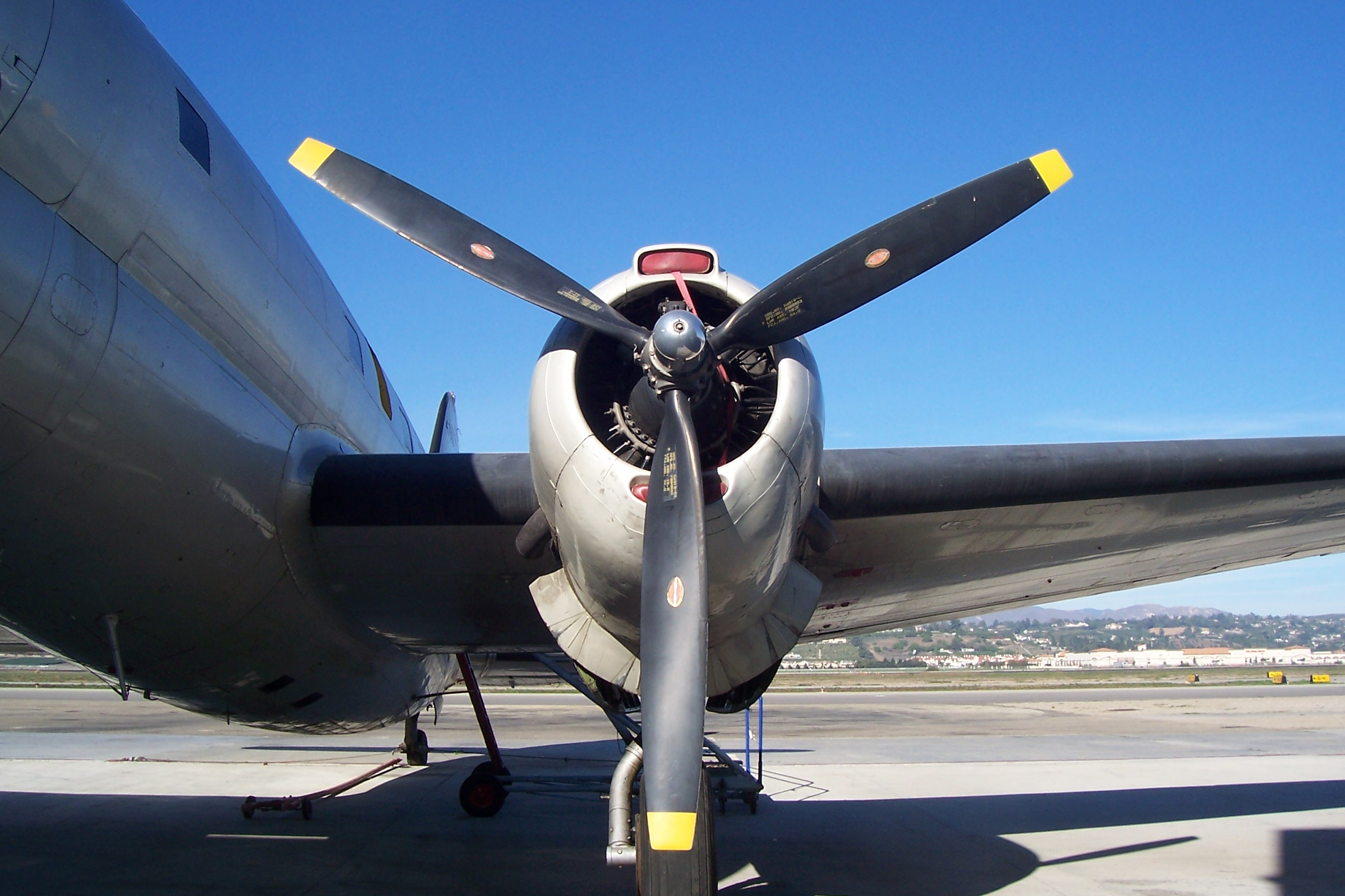
Vista do trem de pouso de um C-46. Durante a decolagem do Curtiss PP-VCF, pedregulhos (usados no revestimento da pista) foram projetados pelo trem de pouso para dentro do compartimento do mesmo. Os pedregulhos romperam dutos que interligavam os tanques de combustível. O combustível vazou dentro da asa (que não tinha drenos) até atingir o escapamento do motor originando o incêndio.

O inquérito apontou que o motor esquerdo não havia sofrido danos, de forma que o incêndio havia sido originado na região inferior da asa localizada entre o motor e a fuselagem. Esse ponto era completamente invisível à tripulação, que ao ver envolvida a asa e o motor esquerdo pelo fogo, julgou se tratar um incêndio no motor, acionando os extintores de incêndio do motor..
O Curtiss C-46, assim como muitas aeronaves de sua época, havia sido projetado para operar tanto em aeroportos modernos quanto em pistas improvisadas de terra batida. Por conta das chuvas, a terra batida se transformava em lamaçal, impossibilitando as operações de pouso e decolagem. Para impedir esses problemas, muitos aeroportos rústicos e ou pequenos aeródromos de terra batida recebiam finas camadas de cascalho e ou pedregulhos, que diminuíam os efeitos das chuvas sobre a terra batida. Os aeródromos gaúchos da época não eram exceção, e também recebiam esse tratamento viário. A comissão de investigação, baseada em evidências, descobriu que durante pousos e decolagens em pistas revestidas com pedregulhos e cascalho, as rodas do trem de pouso da aeronave projetavam pedregulhos e cascalho para dentro do compartimento do mesmo. As pedras pontiagudas poderiam romper dutos de combustível (desgastados pela ação do tempo). Feitos de duralumínio, esses dutos interligavam os tanques de combustível das asas. O combustível que jorrava desses dutos danificados se acumulou na asa (que nos primeiros modelos do C-46 não possuía drenos para expelir esse combustível que vazara) e jorrou sobre o escapamento do motor, inflamando-se rapidamente. As chamas atingiram a longarina principal da asa esquerda, que não resistira ao calor intenso, desprendendo-se da fuselagem e causando o desastre..
O Curtiss C-46 sempre foi tido como avião problemático, devido ao desempenho sofrível , principalmente em voo monomotor(sendo que diversas companhias aéreas substituíram os motores originais motores originais Pratt & Whitney R-2800-75 de 2000 hp pelos Pratt & Whitney  R-2800-83 AM4 de 2100 hp)  seu alto consumo de combustível e aos frequentes vazamentos ocorridos nos tanques localizados nas asas. Diversas aeronaves sofreram incêndios ou quedas misteriosas. até que fosse descoberta a fragilidade do sistema de dutos de combustível, fabricado em duralumínio. A falta de drenos nas asas (corrigido em versões posteriores da aeronave), causava um acúmulo de combustível que vazava desses dutos, transformando a asa numa bomba relógio, que poderia ser detonada à qualquer momento por uma fagulha.
Após o acidente, a Varig implantou drenos nas asas dos seus Curtiss e substituiu todos os dutos de duralumínio por dutos similares de aço inoxidável . As pistas do aeroporto de Bagé receberam pavimento de concreto somente em meados dos anos 1960. Os últimos Curtiss C-46 da Varig foram substituídos em 1971 pelo Hawker Siddeley HS 748.